# Богомолов, Александр Николаевич
Александр Николаевич Богомолов (род. 1954, г. Сталинград) — доктор технических наук, профессор, проректор по научной работе ВолгГАСУ, заведующий кафедрой «Гидротехнические и земляные сооружения». Член Президиума Российского общества по механике грунтов, геотехнике и фундаментостроению (РОМГГиФ) и председатель его Волгоградского регионального отделения. Заслуженный деятель науки и образования РАЕ, Заслуженный работник высшей школы Российской Федерации, почетный строитель Южного федерального округа.

## Биография
В 1976 году окончил Волгоградский инженерно-строительный институт по специальности «Промышленное и гражданское строительство».
Защитил кандидатскую диссертацию в 1987 году, докторскую в 1997 году (научный руководитель член-корр. РАН А. А. Бартоломей), профессор с 2000 года. Проректор по научной работе Волгоградского государственного архитектурно-строительного университета, зав. кафедрой «Гидротехнические и земляные сооружения». Председатель Научно-технического совета и диссертационного совета, действующего при ВолгГАСУ.
Область научных интересов: механика грунтов, основания и фундаменты. В частности решение линейных и нелинейных задач геомеханики (задач о несущей способности оснований сооружений, устойчивости грунтовых массивов, взаимодействии элементов систем «здание-основание» и «противооползневое сооружение-грунтовый массив»), оптимизационные задачи геомеханики.
Академический советник РААСН, действительный член Российской академии естествознания, член Международного и Российского обществ по механике грунтов, геотехнике и фундаментостроению (ISSMGE и РОМГГиФ), член Президиума РОМГГиФ и председатель Волгоградского регионального отделения, член Международного общества по геосинтетике (IGS). А. Н. Богомолов является заместителем главного редактора журнала «Вестник ВолгГАСУ», включенного в список ВАК и членом комиссии по присуждению Государственных премий Волгоградской области в сфере науки и техники.
Является автором более 400 научных публикаций, в том числе 5 учебных пособий, 2 монографий и 1 патента. Подготовил 22 кандидата и 1 доктора технических наук.
26.04.2018 был осужден на 4 года 8 месяцев лишения свободы по ч. 3 ст. 30, ч. 4 ст. 159 УК РФ и отбывает срок в исправительной колонии общего режима в городе Волжский Волгоградской области. В ноябре 2019 года вышел на свободу, отбыв наказание в виде 2 лет 10 месяцев.

## Награды
- Заслуженный работник Высшей школы РФ
- почётная грамота Министерства образования РФ;
- нагрудный знак «Почётный работник высшего профессионального образования РФ»;
- медаль РОМГГиФ им. Н. М. Герсеванова;
- орден Петра Великого «За значительный личный вклад в развитие системы высшего образования России».